# FF-953 충남
FF-953 충남은 대한민국 해군이 운용하는 울산급 호위함 중 하나이다.

## 활약상
충남함은 울산급 호위함 3번함이며, 1985년 7월 1일에 실전배치되었다. 대함·대공·대잠전을 동시에 수행할 수 있는 충남함은 1991년 우리 해군 최초로 수에즈 운하를 통과했고, 이듬해에는 해군 최초의 세계 일주를 하는 등 대양을 누볐다. 전비태세 최우수함, 최우수 포술함 등 화려한 수상 경력이 있고 해군 함정의 기준을 의미하는 '벤치마크 십'(Benchmark ship) 칭호를 받기도 했다.

## 퇴역
고속 기동을 위해 선체 상부는 중량이 가벼운 알루미늄으로 제작했는데 균열이 발생하여, 2002년부터 울산급 호위함 전 함정의 상부 구조물에 신축성 연결부를 설치하고, 주갑판과 선체 옆 부분에 보강판을 붙이는 선체 보강 작업도 병행했다. 인천급 호위함과 대구급 호위함을 실전 배치되면서 2017년 12월 27일에 퇴역했다.

## 갤러리

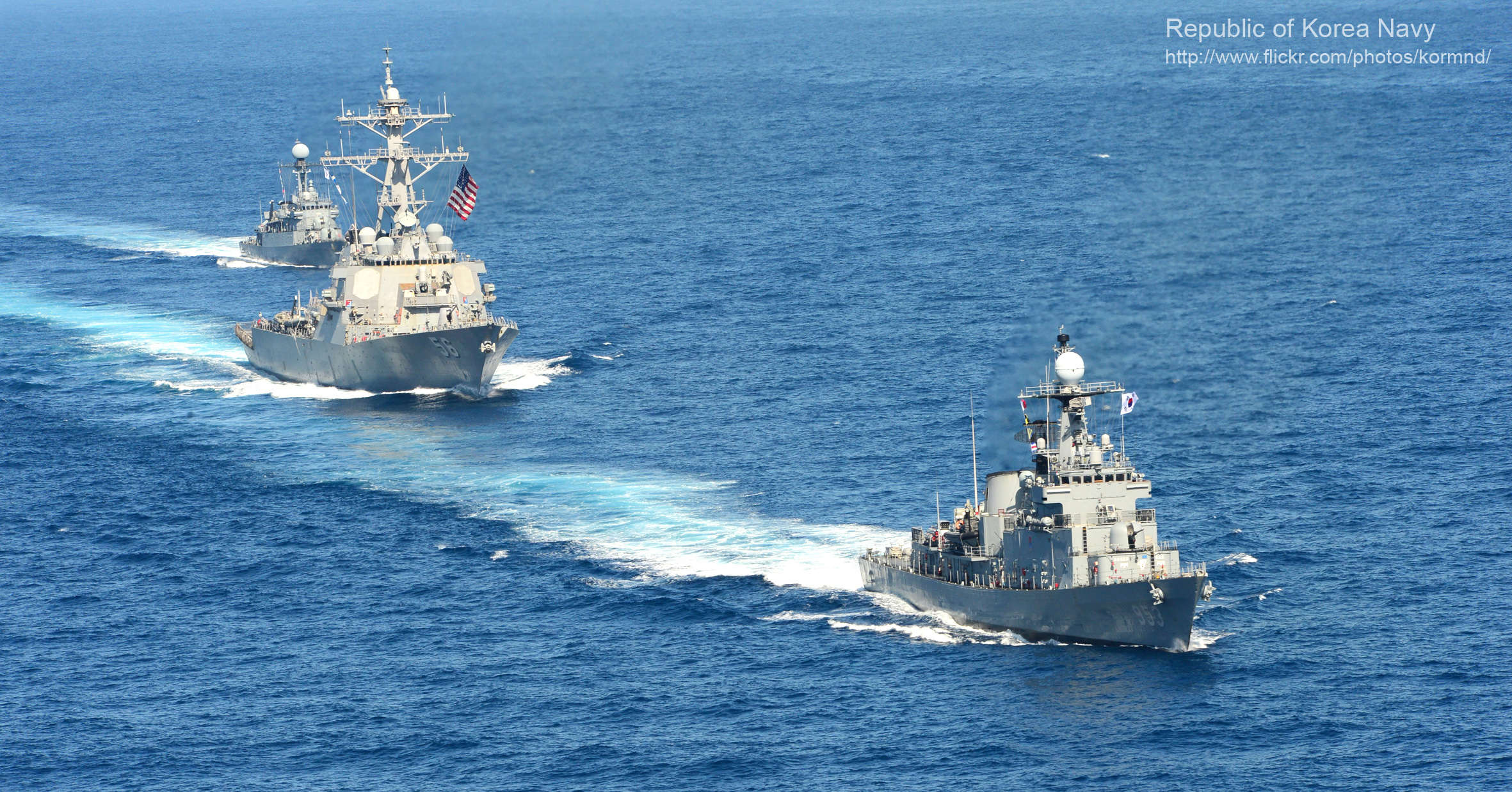
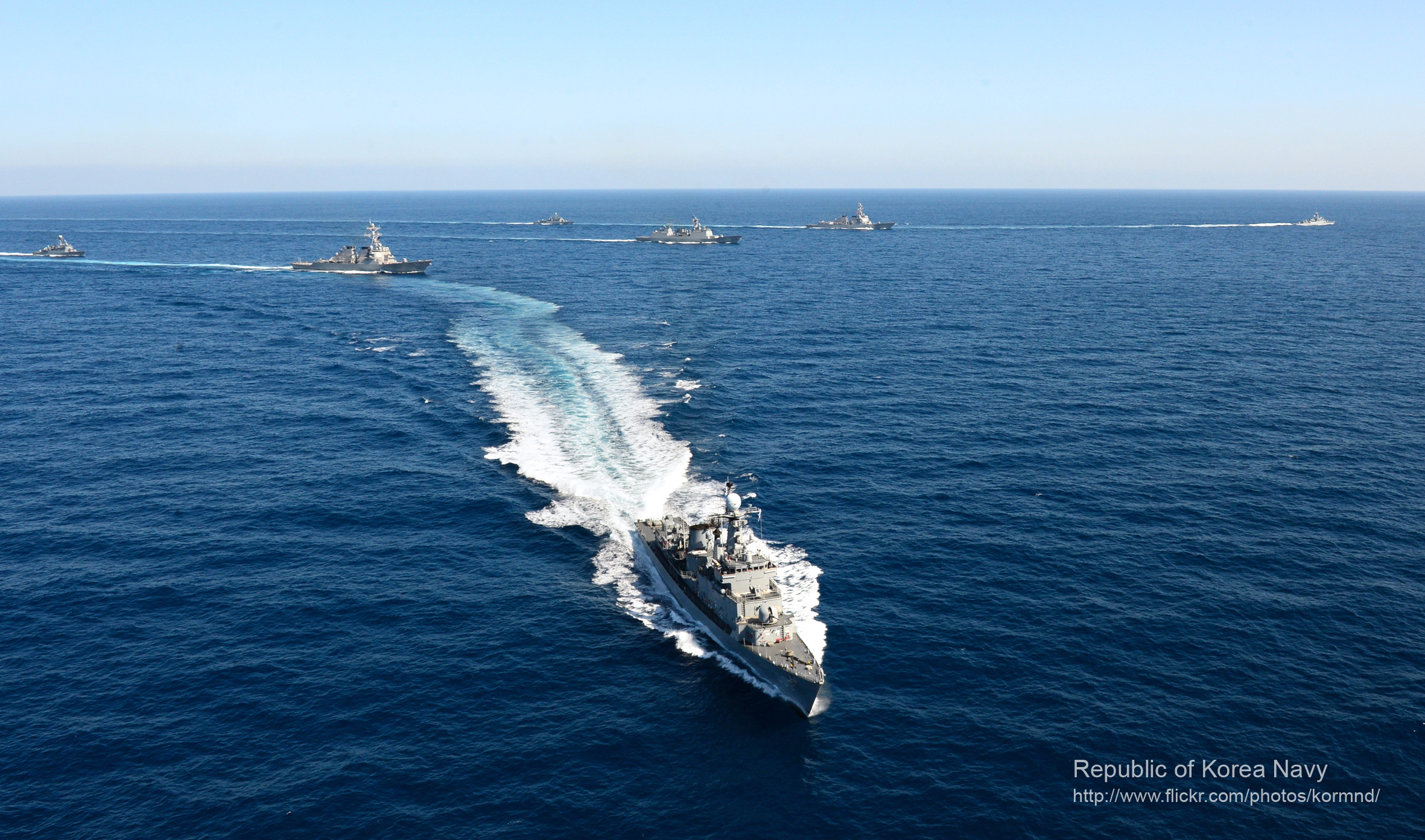